# キリル・ペトレンコ
キリル・ガリエヴィチ・ペトレンコ（ロシア語: Кирилл Гарриевич Петренко, ラテン文字転写: Kirill Garrievich Petrenko, 1972年2月11日 - ）は、ロシア出身の指揮者。

## 人物・来歴
オムスクで、父ガリはウクライナ西部のリヴィウ出身のヴァイオリニスト、母オルガは音楽学者というユダヤ系家族に生まれた。11歳でピアニストとしてオムスクの交響楽団と演奏してデビューし、18歳の時に、父がフォアアールベルク交響楽団で演奏しているオーストリアに転居した。ペトレンコはフェルトキルヒのフォアアールベルク州立音楽学校で音楽を学び、ピアノの修養を優秀な成績で終えるとウィーン国立音楽大学に移り、そこでウロシュ・ラヨヴィチらに師事した。またペトレンコはペーター・ギュルケ、チョン・ミョンフン、エドワード・ダウンズ、エトヴェシュ・ペーテル、セミヨン・ビシュコフにも指揮を学んでいる。
1995年にフォアアールベルクにてベンジャミン・ブリテンの『オペラを作ろう』でオペラ指揮者としてデビューし、1997年から1999年まではウィーン・フォルクスオーパーの指揮者となって『ボリス・ゴドゥノフ』の初稿による上演を行っている。1999年から2002年までマイニンゲン宮廷楽団の音楽監督を務め、2001年にはクリスティーネ・ミーリッツ演出でワーグナーの『ニーベルングの指環』を指揮し、アルフレート・フジュドリツカによる舞台芸術としては初の4日間連続の公演で、国際的に注目を集めるようになった。
2001年からウィーン国立歌劇場で『魔笛』、ロイヤル・オペラ・ハウスで『蝶々夫人』、パリ国立オペラで『ドン・ジョヴァンニ』、メトロポリタン歌劇場で『メリー・ウィドウ』、リセウ大劇場とバイエルン国立歌劇場で『スペードの女王』、フランクフルト歌劇場で『ホヴァーンシチナ』、フィレンツェ五月音楽祭で『エフゲニー・オネーギン』、ゼンパー・オーパーで『ムツェンスク郡のマクベス夫人』の指揮を行った。
2002年からはベルリン・コーミッシェ・オーパーの音楽監督に就任し、2007年まで務めた。音楽監督となって3シーズンを終えた2005年には、『オペルンヴェルト』誌の年間最優秀指揮者部門でピエール・ブーレーズに続く2位を受賞した。ペトレンコはその後も同誌の年間最優秀指揮者に2007年、2009年、2014年、2015年と選出されている。
2009年にバイエルン国立歌劇場で『イェヌーファ』を上演すると、続いてフランクフルト歌劇場でハンス・プフィッツナーの『パレストリーナ』をハリー・クプファーの演出で公演を行った。同年10月には予定されていたウィーン国立歌劇場での『ムツェンスク郡のマクベス夫人』の公演を突然中止したが、翌年5月には病気の小澤征爾の代役として『エフゲニー・オネーギン』のシリーズを同劇場で振っている。2011年にアンドレアス・クリーゲンブルクの新演出による『トスカ』をフランクフルトで指揮し、2012年3月にメトロポリタン歌劇場で『ホヴァーンシチナ』をアウグスト・エファーディングの1985年の演出で公演し、この上演は世界に中継された。
オペラ指揮者としてのキャリアと並行して、ベルリン・フィルハーモニー管弦楽団、ロイヤル・コンセルトヘボウ管弦楽団、クリーヴランド管弦楽団、バイエルン国立管弦楽団、ロンドン交響楽団、バイエルン放送交響楽団、ハンブルク・フィルハーモニカー、フランクフルト・ムゼウム管弦楽団、ケルンWDR交響楽団、北ドイツ放送交響楽団、ウィーン放送交響楽団、ウィーン交響楽団といったオーケストラと共演した。
2013年より、ケント・ナガノの後任としてバイエルン国立歌劇場の音楽監督に就任するほか、同年からバイロイト音楽祭の新演出による『ニーベルングの指環』の指揮も担当している。
2015年にベルリン・フィルの次期首席指揮者・芸術監督に選出され、2019年からサイモン・ラトルの後任として就任する契約にサインした。ロシア出身者が首席（常任）指揮者を務めるのはレオ・ボルヒャルト以来、約70年ぶりとなる。これによって、ペトレンコはドイツ最大の予算を持つコンサートオーケストラと歌劇場の両方の指揮者を兼ねることになった。
2022年ロシアのウクライナ侵攻については、「国際法に反する陰湿な攻撃」「芸術に対する攻撃でもある」「ウクライナの人々と連帯する」として批判的立場を表明した。